# Petrus Nolascus

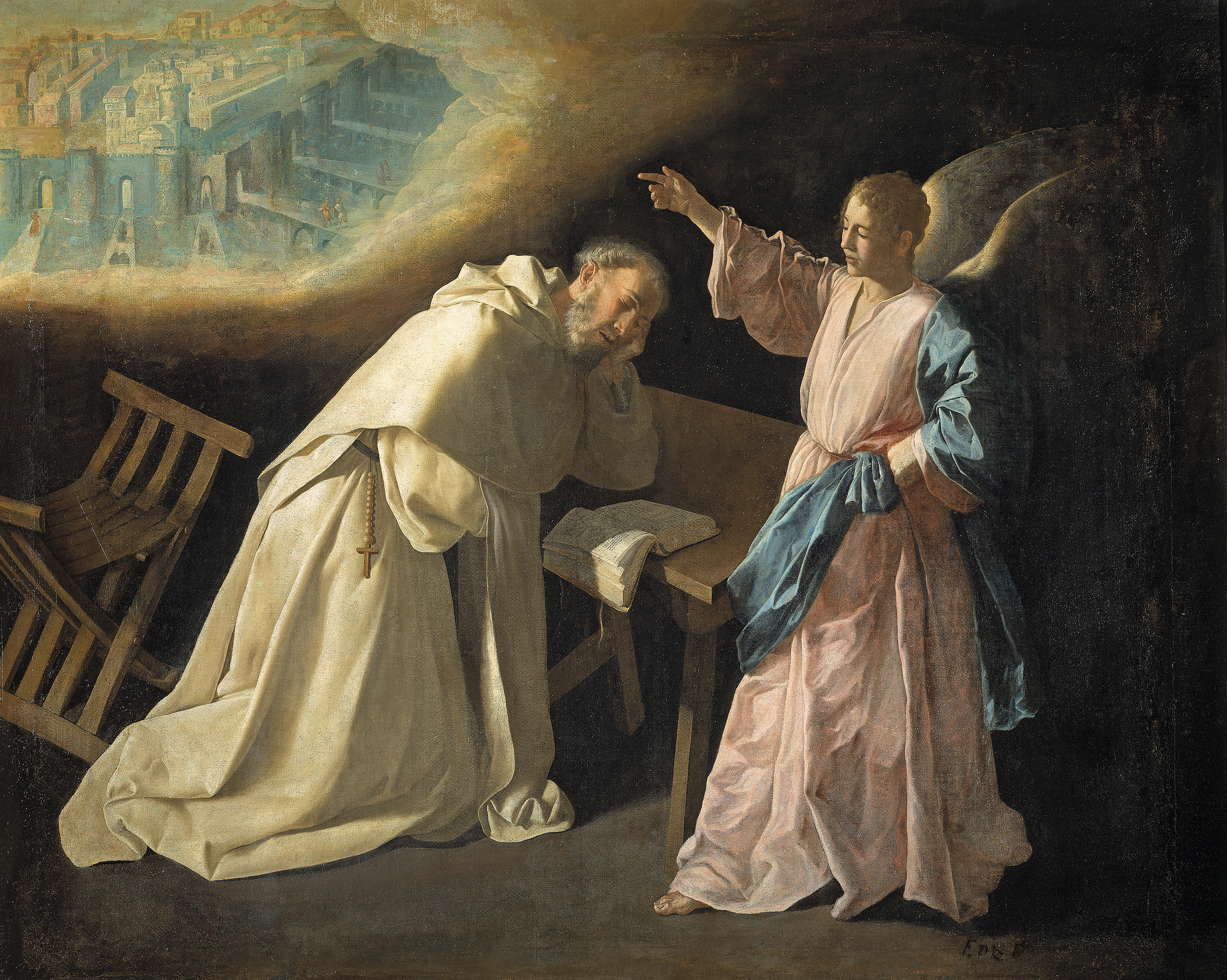
Vision vom Himmlischen Jerusalem

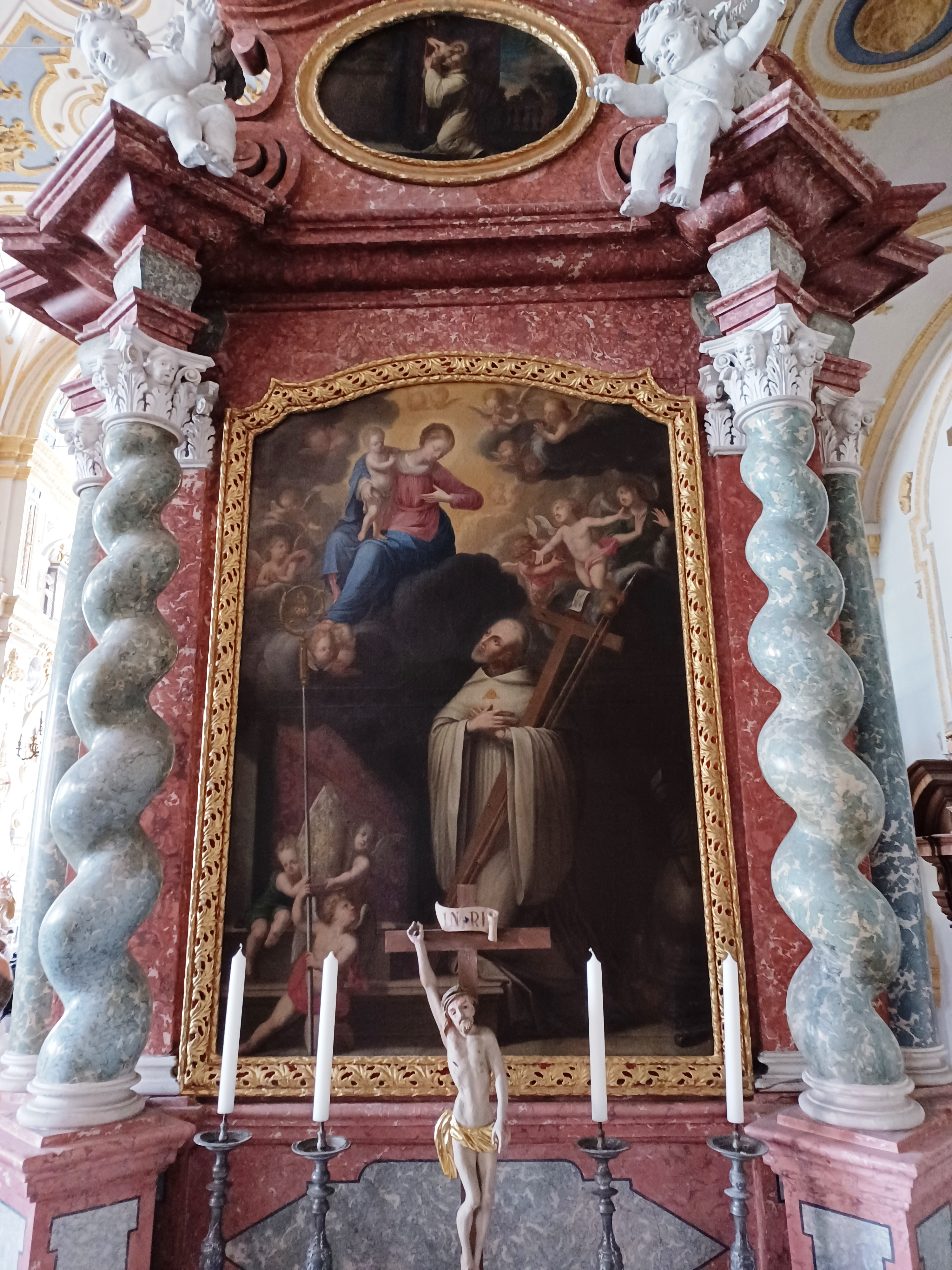
Mit rotem Ordenskreuz auf der Brust und stillender Madonna (Vision), Niederschönenfeld

Petrus Nolascus, auch Sankt Petrus von Nolascus oder Peter von Nolasco, (* um 1182 oder 1189 in (unsicher) Mas-Saintes-Puelles, Carcassonne, Castelnaudary oder Barcelona; † 25. Dezember 1249 oder 1256 in Barcelona) war der Gründer des Mercedarier-Ordens und wurde später heiliggesprochen.

## Leben
Petrus Nolascus entstammte einem sehr vermögenden ritterlichen Geschlecht. Bereits in seiner Jugend war er für seine Frömmigkeit und Freigebigkeit bekannt. Als junger Ritter nahm er an den Albigenserkriegen teil und lebte dann am Hofe von König Jakob I. von Aragón. Vom Leben am Hof unbefriedigt, entschloss er sich zu einer Wallfahrt zum Marienheiligtum von Montserrat; anschließend beschloss er, sich dem Loskauf christlicher Gefangener aus der moslemischen Sklaverei zu widmen. So reiste er z. B. auf eigene Kosten und Gefahr nach Valencia (der damals nächsten großen Stadt in al-Andalus), dann sogar bis Granada, um christliche Sklaven freizukaufen.
In der Nacht vom 1. zum 2. August 1218 hatte er eine Marienerscheinung, welche ihn aufforderte, einen barmherzigen Orden zum Loskauf der Gefangenen zu gründen. Daraufhin beriet er sich mit König Jakob I. von Aragón und dessen engstem Berater, Raimund von Peñafort. Dieser entwarf eine Satzung nach der Augustinusregel für einen Ritterorden, der sich aus Laien-Rittern und Priestern zusammensetzen sollte. Am 10. August 1218 wurde der „Ordo Beatae Mariae Virginis de Mercede pro Redemptione Captivorum“ (Orden der Allerseligsten Jungfrau Maria von der Barmherzigkeit zum Loskauf von Gefangenen) in Gegenwart des erst zehnjährigen aragonesischen Königs Jakob I., des Bischofs von Barcelona, Bischof Berenguer de Palou II., des Domkapitels und des Volkes in der Kathedrale von Barcelona ins Leben gerufen. Der Orden wurde 1230 von Papst Gregor IX. feierlich approbiert, und Petrus Nolascus war bis zum Jahr 1249 sein Generaloberer.
Petrus Nolascus befreite von den Moslems versklavte Christen nicht nur auf der Iberischen Halbinsel, sondern dehnte sein Tätigkeitsfeld auch auf die Mittelmeerinseln und Nordafrika aus. Persönlich soll er allein bis zu seinem Tode am Weihnachtstag des Jahres 1249 (bzw. 1256) an die 900 Sklaven freigekauft haben.

## Feste
Am 30. September 1628 wurde Petrus Nolascus (* um 1202 in Portello, Spanien; † 31. August 1240 in Cardona, Spanien) gemeinsam mit Raimund Nonnatus, seinem Begleiter und designierten Nachfolger seliggesprochen. Papst Alexander VII. sprach ihn am 15. Juni 1655 heilig. 
Petrus Nolascus veranlasste die Einführung des Festes „Maria de mercede“ (Unsere Liebe Frau von der Barmherzigkeit), welches von Papst Innozenz XII. für den 24. September für die ganze Kirche angeordnet wurde.

## Darstellung
Der Heilige wird in der weißen Ordenstracht (Talar und Skapulier) der Mercedarier mit dem roten Ordenskreuz auf der Brust dargestellt, oft auch mit (Sklaven- oder Galeeren-)Kette und Mercedarierfahne (mit rotem Kreuz), oder mit befreiten Sklaven, oder mit einer großen Glocke, auf der die Jungfrau Maria abgebildet ist. Er ist der Schutzpatron der Gefangenen. Ein Gemälde des Petrus Nolasco, der Gefangene befreit, wird Francisco Pacheco del Río zugeschrieben und hängt im Kunstmuseum von Sevilla.